# Azerspace-2
Azerspace-2 — азербайджанський супутник зв'язку, побудований американською компанією Space Systems Loral. Відомий також, як Intelsat 38. Знаходиться на позиції 45 градусів східної довготи.
Запуск відбувся 25 вересня 2018 року за допомогою ракети-носія Ariane 5 з Гвіанського космічного центру в Куру, Французька Гвіана. Супутник функціонував в тестовому режимі протягом перших двох місяців, а потім був переведений на робочу орбіту.